# ستيفوني
ستيفوني هي شخصية خيالية من مسلسل الرسوم المتحركة 2013 ستيفن البطل، من تأليف ريبيكا شوغر. كونها اندماج بين البطل ستيفن يونيفرس وصديقته كوني ماهيسواران، توصف ستيفوني بأنها حيادية الجنس، موضوع لا يتطرق عادة في الرسوم المتحركة. بدأت أولاً في الحلقة «ستيفوني»، لا تظهر ستيفوني كثيراً في المسلسل.

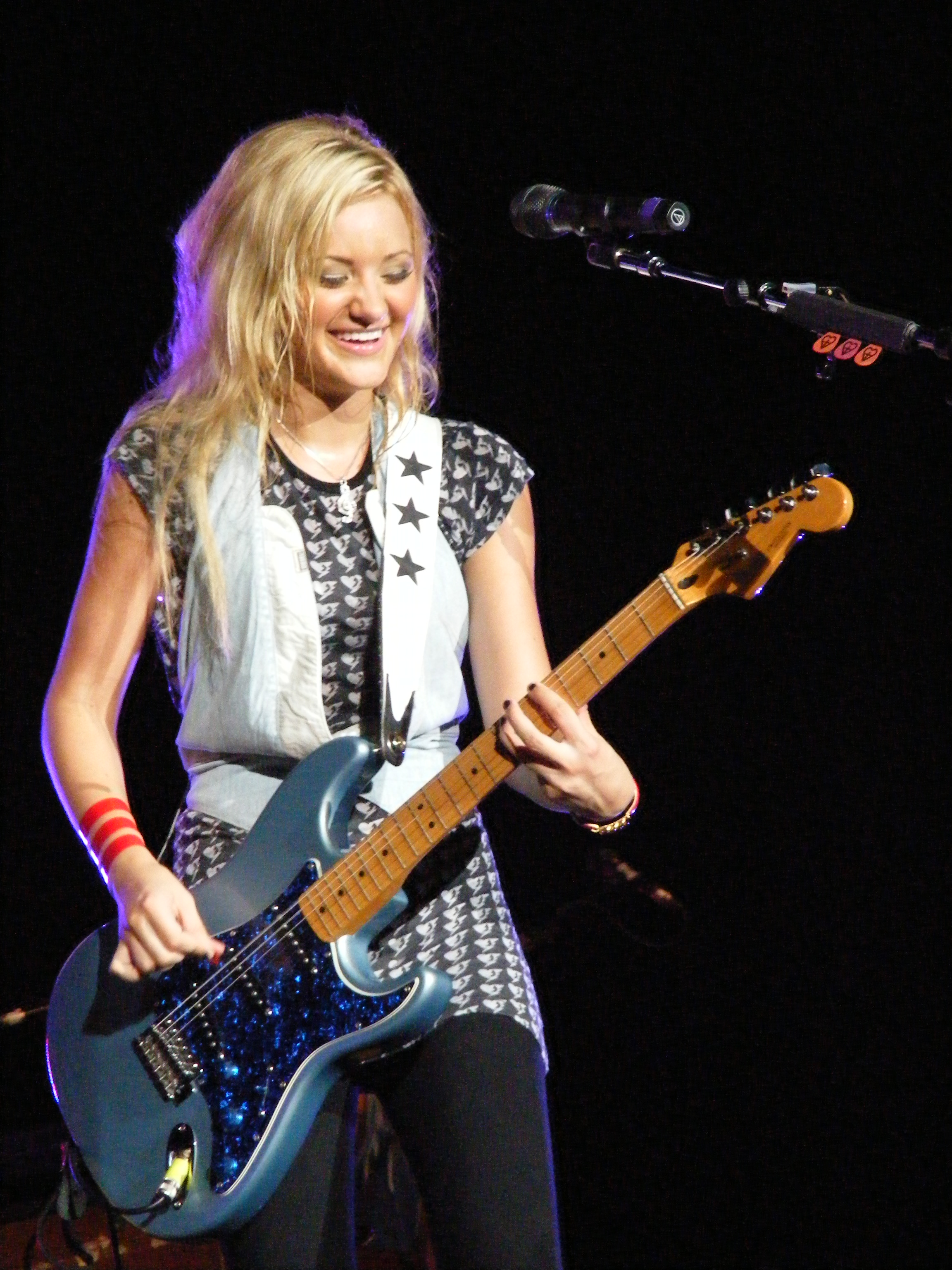
صوت ستيفوني هي إيه جيه ميشالكا.